# Калыгина, Анна Михайловна
Анна Михайловна Калыгина (1895—1937) — партийный деятель, председатель Смоленского губисполкома (1928-1929).

## Биография
Анна Калыгина родилась 18 декабря 1895 года в деревне Малахово Тульского уезда Тульской губернии. Окончила церковно-приходскую школе, после чего жила в Москве, работала домработницей, трафаретчицей, ткачихой. В декабре 1915 года Калыгина вступила в партию большевиков.
После Октябрьской революции Калыгина работала заведующей Алексеевско-Ростокинским отделом социального обеспечения. В 1918—1920 годах служила в Рабоче-крестьянской Красной Армии, участвовала в Гражданской войне на Восточном фронте. В 1924 году Калыгина окончила Коммунистический университет имени Я. М. Свердлова и была направлена на работу в женотдел ЦК РКП(б). Избиралась кандидатом в члены ЦК РКП(б), членом ЦИК СССР и ЦИК РСФСР.
8 сентября 1928 года Калыгина была избрана председателем Смоленского губисполкома, став единственной женщиной — советским руководителем Смоленщины. Когда советское руководство приняло решение о создании Западной области, она была назначена председателем оргкомитета ВЦИК этой области. В это же время Калыгина вновь была избрана членом ЦИК СССР и ВЦИК РСФСР.
С июля 1929 года Калыгина работала секретарём Тверского губкома ВКП(б) и секретарём оргбюро Тверского окружкома ВКП(б), а с сентября того же года — секретарём Тверского окружкома ВКП(б). 17 марта 1933 года она была награждена орденом Ленина, а 14 мая 1935 года — Почётной грамотой ЦИК СССР. С апреля 1936 года Калыгина работала секретарём Воронежского горкома ВКП(б).
26 июля 1937 года Калыгина была арестована по обвинению в причастности к антисоветской право-троцкистской террористической организации. 27 ноября 1937 года Военная коллегия Верховного Суда СССР приговорила её к высшей мере наказания — расстрелу. Приговор был приведён в исполнение в тот же день. Тело Калыгиной было кремировано, прах захоронен на территории Донского кладбища Москвы.
17 марта 1956 года определением Военной коллегии Верховного Суда СССР Калыгина была посмертно реабилитирована.